# Yerbas Buenas
Yerbas Buenas é uma comuna da província de Linares, localizada na Região de Maule, Chile. Possui uma área de 262,1 km² e uma população de 16.134 habitantes (2002).